# Timothy Garton Ash
Timothy Garton Ash (Londen, 12 juli 1955) is een Brits historicus en schrijver. Hij is de auteur van negen boeken waarin de transformatie van Europa in de afgelopen dertig jaar is uiteengezet. 
Hij is hoogleraar aan St. Antony's College van de Universiteit van Oxford en Hoover senior fellow met lesopdracht aan de Stanford-universiteit. Hij bestudeert de laat-moderne en de hedendaagse tijd in Centraal- en Oost-Europa. Meer specifiek bestudeerde hij de communistische dictaturen in deze regio, de oorzaak van de revoluties in 1989 in die regio en de transitie van deze vroegere Oostblokstaten naar een Westers kapitalistisch systeem.
Ash is een voorstander van een sterke Europese Unie. Hij heeft een eredoctoraat van de KULeuven, die Garton Ash eert "als bruggenbouwer, niet alleen tussen Oost- en West-Europa, maar ook tussen de academische wereld en de politieke praktijk, en tussen maatschappelijke elites en een breed publiek".

## Biografie
Ash volgde school in Sherborne. Hij behaalde een M.A. in de nieuwe tijd aan het Exeter College van de universiteit van Oxford. Midden van de jaren tachtig van de vorige eeuw studeerde hij zowel aan de Vrije Universiteit Berlijn in West-Berlijn als aan de Humboldtuniversiteit in Oost-Berlijn.
Hij zetelt in de European Council on Foreign Relations, is lid van de Berlin-Brandenburgische Akademie der Wissenschaften. Hij publiceert wekelijks essays in The Guardian en The New York Review of Books, die door andere media worden overgenomen. Time Magazine schaart Ash bij de honderd invloedrijkste mensen ter wereld.
Hij werd onderscheiden met een benoeming tot Lid in de Orde van Sint-Michaël en Sint-George. Ontving eretekens van de overheden van Tsjechië, Duitsland en Polen. Kreeg in 1989 de Prix Européen de l'Essai Charles Veillon, gevolgd door de Somerset Maugham Award, de George Orwell Prize, de Finse Kullervo Killinen prijs (in 2006) en eredoctoraten van de Universiteit van St Andrews en de Katholieke Universiteit Leuven.
Andere prijzen die hem te beurt vielen zijn onder andere de David Watt Memorial Prize, Commentator van het Jaar in de jaarlijkse 'What the Papers Say'-awards voor 1989, de Premio Napoli, de Imre Nagy Memorial Plaque, de Hoffmann von Fallersleben Prijs voor politiek schrijven, de Orde van Verdienste van Duitsland, Polen en de Tsjechische Republiek, en de Britse CMG. In 2005 werd hij opgenomen in een lijst van de 100 top publieke intellectuelen ter wereld gekozen door de tijdschriften Prospect en Foreign Policy, en in Time Magazine's lijst van 's werelds 100 meest invloedrijke personen. In 2017 werd de Karelsprijs aan hem toegekend.

## Professor Timothy Garton Ash
Timothy Garton Ash is hoogleraar Europese Studies, Isaiah Berlin lesopdracht en Ere-voorzitter van het European Studies Centre. 
Hij heeft uitgebreid geschreven over de recente geschiedenis en politiek van Europa. De huidige onderzoeksgebieden waar Ash zich op toelegt omvatten de toekomst van de vrije meningsuiting in een multiculturele en onderling verbonden wereld en de relatie tussen de uitgebreide Europese Unie, de Verenigde Staten en China.

## Gedeeltelijke bibliografie
- Und Willst Du Nicht Mein Bruder Sein...Die DDR Heute, Rowohlt, 1981, ISBN 3-499-33015-6
- The Polish Revolution: Solidarity, 1980-82, Scribner, 1984, ISBN 0-684-18114-2
- The Uses of Adversity: Essays on the Fate of Central Europe, Random House, 1989, ISBN 0-394-57573-3
  - De vruchten van de tegenspoed, Brecht, 1990, ISBN 90-230-0725-5
- The Magic Lantern: The Revolution of 1989 Witnessed in Warsaw, Budapest, Berlin, and Prague , Random House, 1990, ISBN 0-394-58884-3
- In Europe's Name: Germany and the Divided Continent, Random House, 1993, ISBN 0-394-55711-5
  - In naam van Europa, Meulenhoff, 1993, ISBN 9789029040723
- The File: A Personal History, Random House, 1997, ISBN 0-679-45574-4
  - Het Stasi-dossier, Kosmos Uitgevers, 1997, ISBN 9789021594897
- History of the Present: Essays, Sketches, and Dispatches from Europe in the 1990s, Allen Lane, 1999, ISBN 0-7139-9323-5
- Free World: America, Europe, and the Surprising Future of the West, Random House, 2004, ISBN 1-4000-6219-5
- Facts are Subversive: Political Writing from a Decade without a Name, Atlantic Books, 2009, ISBN 1848870892